# Irina Ologonova
Irina Igorevna Ologonova est une lutteuse russe née le 21 janvier 1990 en Bouriatie.

## Carrière
Elle est sacrée championne d'Europe en 2016  dans la catégorie des moins de 55 kg.

## Palmarès

### Championnats du monde
- Médaille d'argent dans la catégorie des moins de 55 kg en 2016 à Budapest
- Médaille d'argent dans la catégorie des moins de 55 kg en 2015 à Las Vegas
- Médaille d'argent dans la catégorie des moins de 55 kg en 2014 à Tachkent

### Championnats d'Europe
- Médaille d'or dans la catégorie des moins de 55 kg en 2016 à Riga
- Médaille d'argent dans la catégorie des moins de 57 kg en 2018 à Kaspiisk
- Médaille de bronze dans la catégorie des moins de 55 kg en 2014 à Vantaa